# 高山镇 (茂名市)
高山镇，是中华人民共和国广东省茂名市茂南区下辖的一个乡镇级行政单位。

## 行政区划
高山镇下辖以下地区：
高山社区、章福村、文秀村、坡头村、黄竹村和文岭村。